# 1500 mètres nage libre masculin aux championnats du monde de natation 2024
Cet article traite de l'épreuve masculine. Pour la compétition féminine, voir 1 500 mètres nage libre féminin aux championnats du monde de natation 2024.
Le 1500 mètres nage libre masculin est une épreuve de natation sportive des championnats du monde de natation 2024. Elle a lieu le 17 et 18 février 2024 à Doha au Qatar.

## Records
Avant cette compétition, les records dans cette discipline étaient :
| Record du monde       | 14 min 31 s 02 | Sun Yang       | 4 août 2012     | Londres, Angleterre |
| Record du championnat | 14 min 31 s 54 | Ahmed Hafnaoui | 30 juillet 2023 | Fukuoka, Japon      |

## Résultats détaillés
Les 8 meilleurs temps se qualifient en finale (Q).

### Séries
| Rang | Série | Ligne | Nageur                      | Pays              | Temps          | Commentaire |
| ---- | ----- | ----- | --------------------------- | ----------------- | -------------- | ----------- |
| 1    | 3     | 4     | Florian Wellbrock           | Allemagne         | 14 min 48 s 43 | Q           |
| 2    | 3     | 2     | David Aubry                 | France            | 14 min 49 s 01 | Q           |
| 3    | 3     | 8     | Dávid Betlehem              | Hongrie           | 14 min 51 s 48 | Q           |
| 4    | 3     | 5     | Mykhailo Romanchuk          | Ukraine           | 14 min 51 s 83 | Q           |
| 5    | 3     | 3     | Sven Schwarz                | Allemagne         | 14 min 53 s 08 | Q           |
| 6    | 4     | 5     | Daniel Wiffen               | Irlande           | 14 min 54 s 29 | Q           |
| 7    | 3     | 1     | Fei Liwei                   | Chine             | 14 min 54 s 36 | Q           |
| 8    | 4     | 2     | Kuzey Tuncelli              | Turquie           | 14 min 54 s 98 | Q           |
| 9    | 4     | 3     | Gregorio Paltrinieri        | Italie            | 14 min 55 s 19 |             |
| 10   | 4     | 6     | Charlie Clark               | États-Unis        | 14 min 57 s 44 |             |
| 11   | 2     | 6     | Victor Johansson            | Suède             | 14 min 58 s 73 |             |
| 12   | 3     | 6     | Kristóf Rasovszky           | Hongrie           | 14 min 59 s 44 |             |
| 13   | 4     | 7     | Luca De Tullio              | Italie            | 15 min 0 s 22  |             |
| 14   | 2     | 4     | Shogo Takeda                | Japon             | 15 min 4 s 50  |             |
| 15   | 4     | 9     | Krzysztof Chmielewski       | Pologne           | 15 min 4 s 93  |             |
| 16   | 3     | 7     | Damien Joly                 | France            | 15 min 5 s 76  |             |
| 17   | 4     | 4     | Ahmed Hafnaoui              | Tunisie           | 15 min 9 s 02  |             |
| 18   | 4     | 8     | Henrik Christiansen         | Norvège           | 15 min 12 s 25 |             |
| 19   | 4     | 1     | Carlos Garach Benito        | Espagne           | 15 min 16 s 00 |             |
| 20   | 4     | 0     | Vlad Stancu                 | Roumanie          | 15 min 20 s 50 |             |
| 21   | 3     | 9     | Zhang Zhanshuo              | Chine             | 15 min 20 s 69 |             |
| 22   | 2     | 3     | Nguyễn Huy Hoàng            | Viêt Nam          | 15 min 22 s 86 |             |
| 23   | 2     | 5     | Ahmed Akram                 | Égypte            | 15 min 28 s 54 |             |
| 24   | 3     | 0     | Emir Batur Albayrak         | Turquie           | 15 min 29 s 69 |             |
| 25   | 2     | 7     | Khiew Hoe Yean              | Malaisie          | 15 min 31 s 23 |             |
| 26   | 2     | 1     | Dylan Porges                | Mexique           | 15 min 32 s 79 |             |
| 27   | 2     | 0     | Diego Dulieu                | Honduras          | 15 min 36 s 02 |             |
| 28   | 2     | 8     | Ratthawit Thammananthachote | Thaïlande         | 15 min 38 s 84 |             |
| 29   | 1     | 3     | Nikola Ǵuretanoviḱ          | Macédoine du Nord | 16 min 4 s 07  |             |
| 30   | 1     | 4     | Rodolfo Falcón Jr.          | Cuba              | 16 min 11 s 17 |             |
| 31   | 1     | 5     | Ilias El Fallaki            | Maroc             | 16 min 19 s 73 |             |
| 32   | 2     | 2     | Guilherme Costa             | Brésil            | Non partant    |             |

### Finale
| Rang               | Ligne | Nageur             | Pays      | Temps          |
| ------------------ | ----- | ------------------ | --------- | -------------- |
| Médaille d'or      | 6     | Daniel Wiffen      | Irlande   | 14 min 34 s 97 |
| Médaille d'argent  | 4     | Florian Wellbrock  | Allemagne | 14 min 44 s 61 |
| Médaille de bronze | 5     | David Aubry        | France    | 14 min 44 s 85 |
| 4                  | 3     | Dávid Betlehem     | Hongrie   | 14 min 46 s 44 |
| 5                  | 6     | Mykhailo Romanchuk | Ukraine   | 14 min 47 s 54 |
| 6                  | 2     | Sven Schwarz       | Allemagne | 14 min 47 s 89 |
| 7                  | 1     | Fei Liwei          | Chine     | 14 min 50 s 51 |
| 8                  | 8     | Kuzey Tuncelli     | Turquie   | 14 min 59 s 76 |